# Jan Šindel
Jan Ondřejův, zvaný Šindel, také Joannes de Praga (pravděpodobně 1375 Hradec Králové – pravděpodobně 1456 Praha) byl český kněz, profesor a rektor pražské univerzity, matematik, astronom a osobní astrolog a lékař králů Václava IV. a Zikmunda Lucemburského.

## Život
Po škole v Hradci Králové studoval na Pražské univerzitě, kde se roku 1395 (nebo 1399) stal mistrem svobodných umění a pak zde také přednášel. Roku 1406 působil jako rektor školy u sv. Mikuláše na Starém městě, pak jako učitel matematiky a astronomie ve Vídni. Roku 1410 se stal doktorem medicíny a rektorem pražské univerzity (po Janu Husovi). Zároveň byl jedním ze dvou osobních lékařů krále Václava IV. S Janem Husem zpočátku sympatizoval, sám se však kališníkem nestal. Od roku 1418 byl kanovníkem metropolitní kapituly u sv. Víta a po vypuknutí husitských válek musel uprchnout do Olomouce. V letech 1423-1436 působil jako městský lékař v Norimberku a od roku 1432 jako lékař císaře Zikmunda Lucemburského. Od roku 1441 byl děkanem Vyšehradské kapituly. Roku 1443 věnoval Karlově koleji svou bohatou knihovnu o 200 svazcích a z let 1445 až 1447 se zachovala jeho korespondence s italským humanistou Eneasem Silviem Piccolominim, pozdějším papežem Piem II. Zemřel pravděpodobně mezi lety 1455 a 1457.

## Dílo
Také podle svědectví Aenea Silvia Piccolominiho byl Jan Šindel člověk mimořádně všestranný a vzdělaný. Podle Zdeňka Horského byl patrně autorem astronomické koncepce a hodinářského návrhu Staroměstského orloje, jak o tom svědčí rukopisná poznámka ze 16. století. Napsal řadu filosofických komentářů a spisy teologické, matematické, lékařské a botanické a byl také vzdělaným právníkem. Historické záznamy Šindelovy používal Daniel Adam z Veleslavína a další. V astronomii se zabýval hlavně mechanikou různých přístrojů, zejména nomogramy na výpočet zatmění. Připisovalo se mu i autorství astronomických tabulek, které užíval ještě Tycho Brahe, jemuž je předal univerzitní mistr Martin Bacháček.